# Соколов Дмитро Володимирович
Дмитро Володимирович Соколов (рос. Соколов Дмитрий Владимирович, нар.. 11 квітня 1965, Первоуральск, Свердловська область, РРФСР, СРСР) — російський діяч шоу-бізнесу, актор і гуморист, шоумен. Засновник команди КВК «Уральські пельмені».

## Біографія
Народився 11 квітня 1965 року у Первоуральську. Батько — Володимир Сергійович, мати — Ірина Олександрівна. Навчався на хіміко-технологічному факультеті Уральського політехнічного інституту. Ветеран студентського будівельного загону «Горизонт».
У КВК спочатку виступав у складі рок-команди «Сусіди». В 1993 році був ініціатором створення команди «Уральські пельмені».
У складі «Уральських пельменів» став чемпіоном Вищої ліги 2000 року, переможцем Літнього кубка (2002), володарем п'яти нагород Юрмальського фестивалю «Галасливий КіВіН»: «Великий КіВіН у золотому» (2002), «Великий КіВіН у світлому» (1999, 2004), «Великий КіВіН у темному» (2005, 2006).
Займається організацією свят, концертів, режисурою і авторською роботою. З 2009 року бере участь у розважальному проекті телеканалу СТС «Шоу „Уральських пельменів“». Також виступав з сольними номерами у різних гумористичних телепередачах: «Велика різниця», «Прожекторперісхілтон», «Південне Бутово», «Comedy club».

## Особисте життя
Перша дружина — Наталія, з якою він познайомився у студентському будзагоні. Від першого шлюбу має сина Олександра (нар. 1992) та доньку Ганну (нар. 2002).
8 вересня 2011 року одружився вдруге. Дружиною стала громадянка Казахстану Ксенія Лі (нар. 1988), актриса команди КВК «Ірина Михайлівна», вони познайомилися в 2006 році. Від другого шлюбу — дочка Марія (нар. жовтень 2012), син Іван (нар. 19 квітня 2015) і дочка Софія (нар. 19 травня 2017).

## Роботи на телебаченні

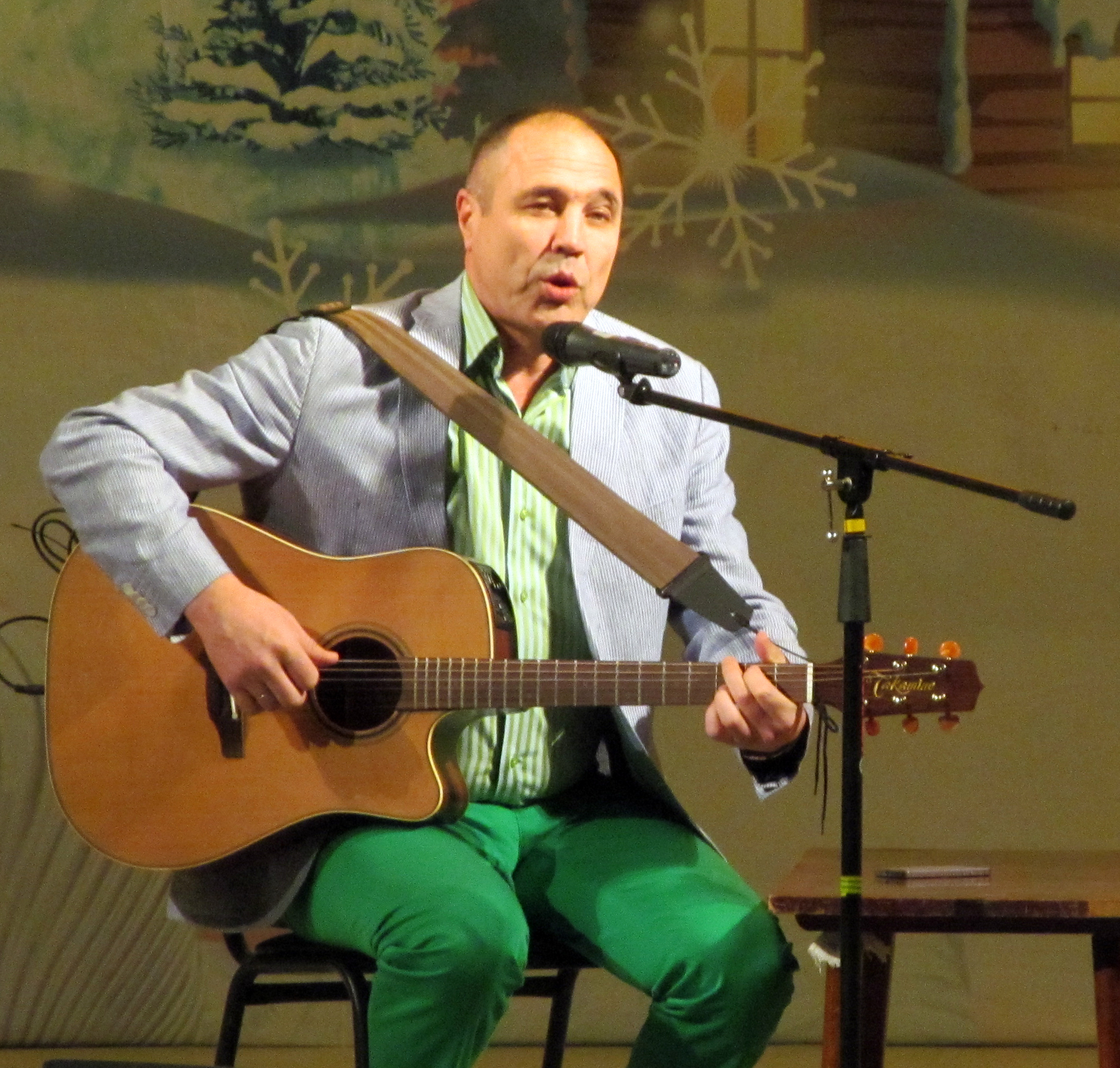
Дмитро Соколов на концерті «Уральських пельменів» у пермському БК імені Солдатова, 15 січня 2015 року.

- «Поза рідними квадратними метрами» — наречений Чебурекової
- «Велика терка»
- «Нереальна історія» — Лука Лукич, голова села Хитропоповки
- «Шоу Ньюѕ»
- «Comedy Club»
- «Шоу „Уральських пельменів“»
- «Валера TV» — різні ролі